# 구쓰키촌
구쓰키촌(朽木村)은 시가현 서부 (고세이) 다카시마군에 존재했던 촌이다.
오랫동안 시가현 유일의 '촌'이었지만 2005년 1월 1일, 다카시마군 다카시마정, 아도가와정, 신아사히정, 이마즈정, 마키노정과 합병해 다카시마시가 되어 군과 함께 폐지했다. 그러나 합병 후도 「구쓰키」의 이름을 남길 수 있도록 「다카시마시 구치키○○」라고 표기하였다.

## 역사
로부터 와카사 국 고하마와 교토를 단락하는 길, 속칭 사바 가도가 종단해 가도 줄기로서 번창했다.현재는 국도 367호로 되어 있다.또한 '후목의 산'이라 불리며 경으로 가는 목재 공급지이기도 하였다.
쿠츠키씨는 가마쿠라시대부터 에도시대에 걸쳐 쿠츠키쇼를 지배하고 무로마치 막부의 봉공중이기도 했던 인연으로 덴분 22년(1553년)에 쿠츠키 모토쓰나는 13대 쇼군 아시카가 요시테루·호소카와 하루모토 등을 쿠츠키에 숨겨두고 있다.
모토카메 원년(1570년) 오다 노부나가의 아사쿠라 공격으로 아사이 나가마사가 배신했을 때, 노부나가가 아사이의 영지인 호동을 피해 쿠츠키 경유로 귀향하려 할 때도 모토쓰나는 노부나가를 도와 나중에 가신으로 추심되었다.
1954년 4월 1일에 이카군 요고촌·니시아사이촌, 히가시아사이군 비와촌이 정제 시행해 요고정·니시아사이정, 비와정이 된 이후 현내 유일한 마을이 되고 있었다.
- 1889년 4월 1일 - 정촌제 시행으로 21개 구역으로 성립하였다.
- 2005년 1월 1일 - 마키노정, 이마즈정, 구쓰키촌, 아도가와정, 다카시마정, 신아사히정과 합병해 다카시마시가 성립하였다. 동일 구쓰키촌은 폐지되었다.

## 교통

### 철도
- 서일본 여객철도 고세이 선

### 도로
- 국도 367호선